# Santalum freycinetianum
Santalum freycinetianum är en sandelträdsväxtart som beskrevs av Gaud.. Santalum freycinetianum ingår i släktet Santalum och familjen sandelträdsväxter. Utöver nominatformen finns också underarten S. f. pyrularium.